# Io non t'inganno, t'amo!
Io non t'inganno, t'amo! (I Love Trouble) è un film del 1948 diretto da S. Sylvan Simon.
È un film noir a sfondo giallo statunitense con Franchot Tone, Janet Blair e Janis Carter. È basato sul romanzo del 1943 The Double Take di Roy Huggins. Il personaggio di Stuart Baily fu poi interpretato da Efrem Zimbalist Jr. nella serie televisiva 77 Sunset Strip.

## Trama
Il detective Stuart Bailey viene ingaggiato da Ralph Johnson apparentemente per rintracciare la moglie Jane (alias Janie alias signora Caprillo), data per dispersa. In realtà Johnson intende uccidere la moglie -  perché, col suo torbido passato, non infici la propria carriera politica – e far ricadere la colpa sull'investigatore.

## Produzione
Il film, diretto da S. Sylvan Simon su una sceneggiatura e un soggetto di Roy Huggins (autore del romanzo), fu prodotto da S. Sylvan Simon per la Columbia Pictures Corporation e la Cornell Pictures e girato, tra le altre location, anche al Westwood Village, Westwood, Los Angeles, California, dal 14 maggio al 19 giugno 1947. Il titolo di lavorazione fu The Double Take.

## Distribuzione
Il film fu distribuito con il titolo I Love Trouble negli Stati Uniti dal 10 gennaio 1948 dalla Columbia Pictures.
Altre distribuzioni:
- in Svezia il 15 marzo 1948 (Skuggad av gangsters)
- in Finlandia il 18 giugno 1948 (Väärillä jäljillä)
- in Francia il 3 settembre 1948 (Les liens du passé)
- in Brasile (Cinzas do Passado)
- in Italia (Io non t'inganno, t'amo!)

## Critica
Secondo Leonard Maltin il film è un "frivolo mystery".

## Promozione
Le tagline sono:
- "Scandalous secrets only murder can silence! ".
- "Five lovelies leave a trail of perfume... and murder! ".